# سيدي بوبكر (إقليم جرادة)
سيدي بوبكر  (بالإنجليزية: SIDI BOUBKER)‏ هي جماعة قروية تابعة لإقليم جرادة ضمن جهة الشرق بالمغرب. بلغ مجموع عدد سكان  سيدي بوبكر حسب إحصاءات 2004 حوالي 2807 نسمة من بينهم 8 أجانب يعيشون في 547 أسرة

## إحصاء عام
| السنة | عدد السكان | عدد الأسر | عدد الأجانب |
| ----- | ---------- | --------- | ----------- |
| 2014  | 60000      | 2036      | 400         |
| 2024  | 61000      | 3036      | 406         |

## دواوير الجماعة
- واد ستوف
- بيبيو
- الساعة
- لاجيكو
- المركز
- القيسارية
- درب السلطان
- لمقدم الطيب